# FC St. Pauli-Museum
Das FC St. Pauli-Museum ist ein Museum im Stadtteil St. Pauli der Freien und Hansestadt Hamburg. Die Ausstellungsräume befinden sich im Erdgeschoss der östlich gelegenen Tribüne (Gegengerade) des Millerntor-Stadions. Trägerverein ist der „1910 – Museum für den FC St. Pauli e. V.“, der 2012 gegründet wurde.
Das Bibliothekssigel gemäß dem in ISO 15511 definierten International Standard identifier for libraries and related organizations (ISIL) lautet DE-MUS-113626.

## Zielsetzung
Das Museum sammelt, archiviert, erhält und ergänzt Exponate zur Geschichte des Fußballvereins FC St. Pauli. Laut dem Historiker Christoph Nagel wolle man auch „Misserfolge sichtbar machen“ und „kein Fußball-, sondern ein Lebensmuseum werden“. Der Fundus besteht u. a. aus Fotografien, Bildmaterial, Video-Interviews mit Zeitzeugen, historischen Trikots und Fußballschuhen, Presseartikeln, Erinnerungsstücken, Dokumenten, Fantransparenten und Plakaten sowie Behördenunterlagen, die in der Dauerausstellung sowie wechselnden Sonderausstellungen der Öffentlichkeit zugänglich gemacht werden. Zur Dauerausstellung KIEZBEBEN gehören eine Teilrekonstruktion der alten Gegengerade des Millerntor-Stadions in Originalgröße, ein Außenbereich, der u. a. die historische, manuelle Anzeigetafel des FC St. Pauli zeigt sowie ein Segment über die besetzten Häuser der Hafenstraße mit einer eigens aufgebauten Straßenbarrikade. Das Museum beherbergt zudem dauerhaft zwei illuminierte Modelle des Millerntor-Stadions im Maßstab 1:100, ein Modell des aktuellen Stadions und ein Modell seines Vorgängers.
Im Foyer des Museums befindet sich die 1910-Weinbar, die durch eine verschiebbare Glasfront vom Vorplatz zugänglich ist, bei Heimspielen des FC St. Pauli ehrenamtlich bewirtschaftet wird und ein Sortiment von Rot- und Weißweinen ausschenkt.

## Geschichte
Zum 100-jährigen Bestehen des Fußballvereins stand auf dem Harald-Stender-Platz südlich des Stadions von Juni bis 31. Oktober 2010 die temporäre Containerausstellung „Das St. Pauli Jahr100“ mit knapp 2000 Exponaten. Daraufhin wurde bei der Mitgliederversammlung des FC St. Pauli am 14. November 2010 der Wille geäußert, eine dauerhafte Ausstellung zu realisieren. Von Juni 2012 bis Anfang 2013 wurde die neue, deutlich größere Gegengerade des Millerntorstadions errichtet. Im Erdgeschoss war ursprünglich geplant, rechts vom Fanladen und den Fanräumen eine 585 m² große Stadion- und Domwache zu integrieren. Gegen diese Planung, bei der sich die aktive Fanszene in unmittelbarer Nachbarschaft zur Polizei befunden hätte, regte sich frühzeitig erfolgreich Widerstand. Im Ergebnis wurde die Polizeiwache an ursprünglicher Stelle neu errichtet und die Geschossfläche im Stadion somit nicht für einen vereinsfremden Zweck blockiert. 2017 wurden die Räumlichkeiten im Rohbau  fertiggestellt und an den Förderverein „1910 e. V.“ zur Innenausstattung übergeben. Am 23. Januar 2020 wurde die Dauerausstellung unter dem Motto „KIEZBEBEN 2.0“ mit Ehrengast Klaus Thomforde eröffnet.

## Veranstaltungen und Ausstellungen
Die erste große Veranstaltung des Betreibervereins 1910 – Museum für den FC St. Pauli e. V. war das „Fußball und Liebe“-Festival am Millerntor im September 2013.
| Name                                                                    | Zeitraum                              |
| ----------------------------------------------------------------------- | ------------------------------------- |
| Fußball und Liebe. Drei magische Tage am Millerntor                     | 26. bis 28. September 2013            |
| F*ck you Freudenhaus: Das Millerntor. Werden und Bleiben eines Stadions | 26. Juli bis 30. August 2014          |
| Fußball und Liebe 2015. Das Festival am Millerntor                      | 14. bis 16. Mai 2015                  |
| Glaube, Liebe, Hoffnung                                                 | 22. Juli bis 31. August 2017          |
| Fußball in Trümmern – FC St. Pauli im Dritten Reich                     | 10. November bis 18. Dezember 2017    |
| FC St. Pauli visuell                                                    | 30. März bis 25. April 2018           |
| Fan.Tastic.Females                                                      | 8.–22. September 2018                 |
| Kiezbeben. Die zweite Geburt des FC St. Pauli                           | 4. Mai – 5. Oktober 2019              |
| Kiezbeben 2.0                                                           | Ab 24. Januar 2020 (Dauerausstellung) |
| Der andere Fußball. 100 Jahre Arbeiterfußball – 125 Jahre Arbeitersport | 22. Oktober – 24. Januar 2021         |
| FC St. Pauli: Lebenswege 1933–45                                        | 22. April – 7. Mai 2022               |
| 20 Jahre Ultrà Sankt Pauli – Geschichte wird gemacht                    | 30. September 2022 – 31. März 2023    |

In Ergänzung zu den Ausstellungen finden auch periodische wiederkehrende Veranstaltungen statt. Das Museum ist Bestandteil des seit 2011 jährlich im Millerntorstadion stattfindenden Kunst-, Musik- und Kultur-Festivals Millerntor Gallery. Seit Mai 2017 findet jährlich das „Weinfest gegen Rassismus“ unter dem Motto „Kein Wein den Faschisten“ statt. Das Museum nahm zudem am 21./22. April 2018 erstmals an der 18. Langen Nacht der Museen in Hamburg teil und hat dies seitdem jährlich wiederholt.

## Finanzierung
Der Verein finanziert sich durch die Beiträge von über 1000 Mitgliedern, Spenden, Zuwendungen, Eintrittsgeldern sowie einer eigenen Bekleidungs- und Poster-Kollektion und einem selbst entwickelten Brettspiel. Vor und nach Heimspielen verkaufen Ehrenamtliche seit April 2017 zudem Getränke an der „1910-Weinbar“ im Eingangsbereich des Museums. Auf dem südlichen gelegenen Harald-Stender-Platz betreibt der Verein seit dem 25. Juni 2014 zudem einen gespendeten, umgebauten Seefracht-Container zum Verkauf seiner Kollektion.